# スタンダード高等学校
スタンダード高等学校（スタンダードこうとうがっこう）とは、東京都足立区江北四丁目にあった私立定時制工業高等学校。1947年に開校し、1979年に閉校した。廃校直前の1978年度の生徒数は、男子18名であった 。

## 特色
同校は企業付設工業高校であり、生徒はスタンダード靴株式会社における勤労高校生という位置づけであった。

## 沿革
- 1947年に開校したスタンダード製靴学校を源流とされている。
- 1948年- 学校法人として認可を受けて、学校教育法第1条によりスタンダード高等学校を発足。
- 1979年 - 廃止[注 1]。

## 所在地
- 東京都足立区江北四丁目30番1号[1]